# Carel Brendel
Carel Brendel (De Bilt, 1949) is een Nederlandse oud-journalist en auteur.
Hij is onder meer bekend van een tweetal islamkritische boeken alsook van het boek Het verraad van links (2007), waarin hij stelt dat de neergang van de Partij van de Arbeid het gevolg is geweest van een gebrek aan expliciete anti-islamitische standpunten.

## Leven
Brendel behaalde zijn gymnasiumdiploma aan het Amersfoorts Lyceum en doorliep vervolgens een opleiding aan de School voor Journalistiek in Utrecht. In 1973 begon hij als sportverslaggever bij Het Parool. Eind 1984 kwam Brendel in dienst bij Vrij Nederland. In december 1985 werd hij redacteur binnen- en buitenland van de Amersfoortse Courant. Vanaf mei 1987 werkte Brendel voor het Algemeen Dagblad, waar hij diverse functies bekleedde.
Carel Brendel is een zoon van de radencommunist Cajo Brendel.

## Werk
Voor Uitgeverij Waanders heeft Brendel meegewerkt aan diverse geschiedeniskundige fotoboeken die de jaren 40, 60, 70 en 80 van de 20e eeuw beslaan. Verder is hij een van de auteurs van Het Socialistenboek, uitgegeven door Waanders en het Internationaal Instituut voor Sociale Geschiedenis.
Na zijn pensionering schreef Brendel, uit ergernis over de opstelling van progressief Nederland tegenover intolerante uitingen van de islam, het boek Het verraad van links (2007). Hierin gaat hij in op de verhouding tussen socialisme en godsdienst in Nederland van de tijd van predikant Domela Nieuwenhuis tot aan 2008. Uit onvrede over de geringe aandacht voor het boek, startte Brendel vervolgens een weblog met dezelfde naam. Dit weblog werd later hernoemd tot Carelbrendel.nl.
In 2010 schreef Brendel De Onzichtbare Ayatollah, een boek waar ook Nahed Selim en Hans Jansen aan meewerkten.

## Beschuldiging van islamofobie
In 2020 werd Carel Brendel in het extreemlinkse  online tijdschrift Grenzeloos in een verklaring over Kauthar Bouchallikht genoemd als zijnde de maker van islamofobische complottheorieën.   Veel organisaties ondertekenden dit, waarna Brendel dit herhaaldelijk als voorbeeld gebruikte van volgens hem onterechte kritiek op zijn anti-islamitische standpunten.